# Matthias Groote
Matthias Groote (21 de outubro de 1973) é um político alemão do Partido Social Democrata da Alemanha. De 2005 a 2016, foi deputado ao Parlamento Europeu e fez parte do Grupo Socialista no Parlamento Europeu.

## Carreira
Groote é membro do conselho local de Ostrhauderfehn desde 1996, membro do conselho distrital de Leer desde 2001. Tornou-se membro do Partido Social Democrata em 1996.
Groote atuou como membro do Parlamento Europeu a partir de 2005, quando assumiu o cargo vago por Garrelt Duin. Desde então, é membro da Comissão de Meio Ambiente, Saúde Pública e Segurança Alimentar. Nesse cargo, ele participou da Conferência das Nações Unidas sobre Mudança Climática de 2007, realizada em Bali; a Conferência das Nações Unidas sobre Mudanças Climáticas de 2008 em Poznań; a Conferência das Nações Unidas sobre Mudanças Climáticas de 2013 em Varsóvia; e a Conferência das Nações Unidas sobre Mudanças Climáticas de 2015 em Paris. Ele também foi o relator de seu partido para um relatório de 2008 sobre a inclusão da aviação no Esquema de Comércio de Emissões da União Europeia. Em 2012, ele substituiu o colega social-democrata Jo Leinen como presidente do comitê, cargo que ocupou até 2014. A partir de 2014, foi o coordenador do Grupo dos Socialistas e Democratas na comissão, bem como a pessoa de contato do parlamento para a Agência Europeia de Medicamentos (EMA).
Em janeiro de 2016, Groote anunciou sua intenção de concorrer ao cargo de Landrat no distrito de Leer e renunciar ao Parlamento Europeu no caso de vencer as eleições locais. Após sua eleição como Landrat, ele deixou o Parlamento Europeu e foi sucedido por Tiemo Wölken.